# Torre Falco
Torre Falco, insieme a Torre Aquila, è una delle più importanti torri del Castello del Buonconsiglio di Trento.
Si ritiene che Torre Falco sia stata costruita dal principe vescovo Giorgio Liechtenstein, tra il Trecento ed i primi del Quattrocento. Si trova sopra porta Aquila e si raggiunge percorrendo il camminamento delle mura a est del castello.
Gli affreschi che la ricoprono raffigurano scene di caccia, attività che i nobili italiani pridilegevano per il loro tempo libero e diffusa anche in tutto il mondo anglosassone e considerata dalle classi benestanti  un mezzo di perfezionamento fisico e spirituale. Aggraziate figure popolano paesaggi artici, dove sono rappresentati boschi e limpidi laghetti alpini. Cacciatori, variamente armati, a piedi o a cavallo, inseguono animali montani da pelliccia e  i pescatori gettano le reti per pescare.
Lo stile e la scelta dei soggetti raffigurati costituiscono uno dei maggiori documenti iconografici del Trentino.